# Przysługa (herb szlachecki)
Przysługa – polski herb szlachecki nadany w Królestwie Polskim.

## Opis herbu
Opis skonstruowany współcześnie brzmi następująco:
W polu błękitnym laska Merkurego srebrna w krzyż skośny z takąż pochodnią płonącą na czerwono.
W klejnocie trzy pióra strusie, błękitne.
Labry herbowe błękitne, podbite srebrem.

## Geneza
W imię zasług herb został nadany 27 stycznia 1820 roku, pochodzącemu ze spolonizowanej rodziny inteligenckiej Franciszkowi Brandtowi, doktorowi medycyny.

## Herbowni
Ponieważ herb pochodził z nobilitacji osobistej, prawo do niego ma tylko jedna rodzina herbownych: Brandt.

### Znani herbowni
- Franciszek Brandt
- Jan Alfons Brandt
- Józef Brandt

## Występowanie w heraldyce terytorialnej

Herb gminy Orońsko

Pół jednorożca i delfin z herbu Jarosław wraz z pochodnią z herbu Przysługa znajdują się w herbie gminy Orońsko.